# Catarisme
El catarisme fou una confessió cristiana de tipus gnòstica, difosa des del segle x fins al xiv, amb fluxos i refluxos, per l'Àsia Menor, els Balcans, el nord d'Itàlia, Occitània, Renània, la Xampanya i Catalunya; així doncs, el catarisme s'estengué per tota la Cristiandat, tant en l'àmbit occidental llatí, com en l'àrea oriental romana d'Orient ortodoxa. Els seguidors d'aquest corrent es coneixen com a càtars o també albigesos. Sovint s'anomenaven a ells mateixos bons homes o bons cristians.

## Fonaments teològics

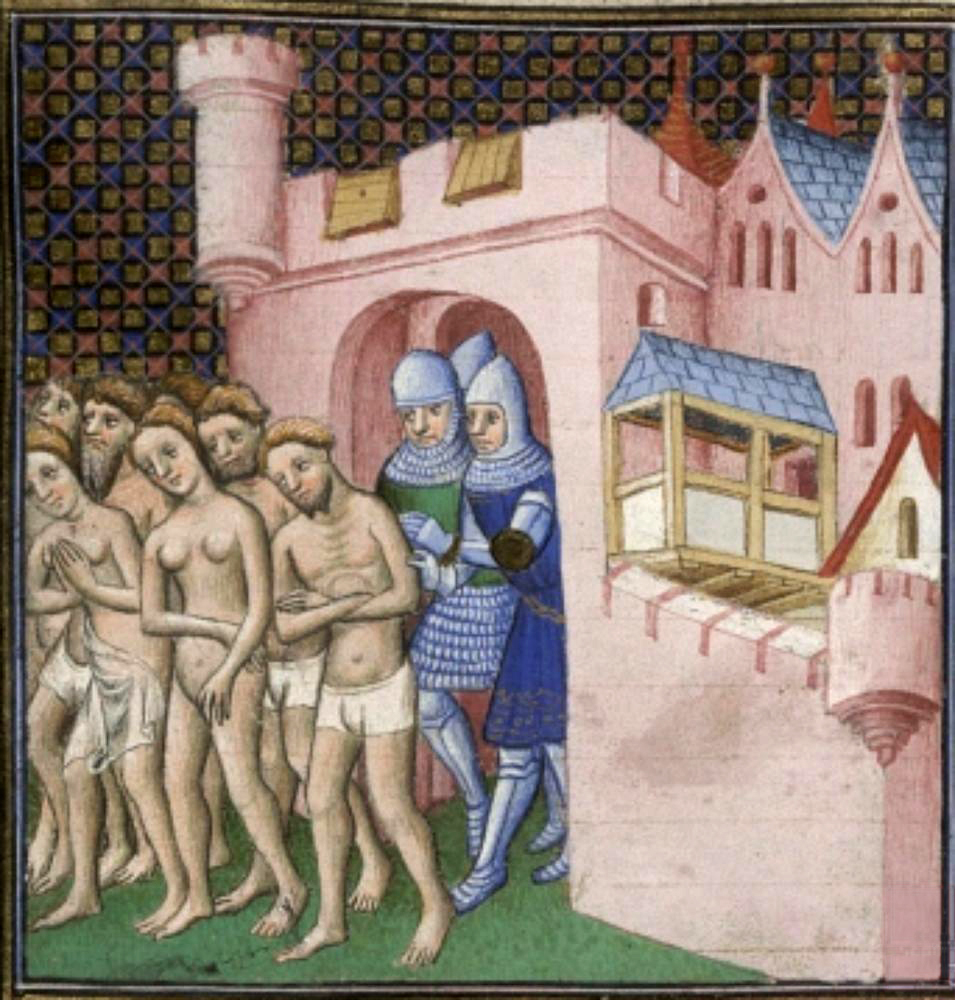
Càtars sent expulsats de Carcassona.

La doctrina càtara es considera un cas de sincretisme religiós que participa del cristianisme, el maniqueisme i el gnosticisme.
A nivell doctrinal, el cristianisme càtar es caracteritza per una concepció dualista, basada en l'existència de dos principis independents –el Bé i el Mal-, responsables de dues creacions. El principi del Bé –Déu- dugué a terme la creació veritable: la de les coses que són realment, és a dir, el Cel i els esperits, que no poden corrompre's ni destruir-se. Per la seva banda, la creació perpetrada pel principi del Mal –el Dimoni- és la il·lusòria: la del món material, visible, inestable, en què tot està sotmès a la corrupció, a la mort, al desordre, al patiment, a la violència. El Dimoni, com que és incapaç de proporcionar a les seves criatures una naturalesa incorruptible, va necessitar usurpar una part de la creació veritable, de la qual la seva no n'és sinó un succedani grotesc, i, recorrent a l'engany i a la violència, va aconseguir fer caure uns quants esperits dins del món material, perquè, quedant-hi atrapats, li donessin vida.
Aquests esperits caiguts són les ànimes de les persones; a causa de la seva corrupció pel contacte amb el món material, quan moria el cos dins del qual estava empresonada, l'ànima no podia retornar al seu lloc d'origen –el Cel- i havia de reencarnar-se en un altre cos, trobant-se així tancada dins d'un cicle circular sense fi. Tanmateix, Déu, compadit de les seves criatures captives del Dimoni, va enviar a la Terra Jesucrist, un àngel que, per la seva condició d'esperit pur, no va encarnar-se en cap cos, sinó que, per fer-se entenedor a les persones, va dotar-se d'aparença humana. La missió de Jesús entre els esperits caiguts fou l'ensenyança de la doctrina de rebuig a les coses materials, i de la pràctica del consolament (consolamentum) o baptisme per imposició de mans; posant en pràctica els ensenyaments de Jesús, les ànimes pogueren començar a trencar el cicle de les reencarnacions i tornar al Cel; així doncs, segons els càtars, Crist va realitzar la Redempció per la seva prèdica i no pas, com creuen els catòlics, per la seva mort a la Creu, la qual, els càtars, o bé la neguen, o bé la matisen considerant la mort de Jesús només aparent; en conseqüència, com que no havia mort, Crist no ressuscità ni, menys encara, ascendí al Cel en cos i ànima.
Segons la concepció dualista, la Redempció representa l'inici de la fi del món de la matèria que, d'una manera natural, es consumarà amb el retorn al Cel de la darrera ànima captiva, ja que la creació il·lusòria no pot subsistir sense els esperits presoners.
El rebuig al món material, creat pel Dimoni, duia els càtars a propugnar un ideal de pobresa, castedat i alimentació vegetariana. Tanmateix, com que els cristians dualistes no admetien la idea catòlica del lliure albir, segons la qual, la pràctica del pecat o de la virtut resulta sempre d'una elecció voluntària de l'esperit, els càtars consideraven la seva estricta moral practicable només per aquelles ànimes arribades a un estat de puresa; els esperits encara no prou purs, queien inevitablement en el pecat, i havien de seguir, una altra vegada, el cicle de reencarnacions, fins que, un cop alliberats de la corrupció, haguessin esdevingut capaços de rebutjar el món material, i poder entrar al Cel, després d'haver patit la darrera reencarnació.
El dualisme, per altra banda, també duia a considerar satànic l'Antic Testament, on es narra la creació del món per Jahvè, identificat pels càtars amb el Dimoni. Per això, els albigesos només admetien com a textos sagrats el Nou Testament i els llibres sapiencials de l'Antic: l'Eclesiastés, el Llibre de l'Eclesiàstic, els Salms, els Proverbis i els Càntics; i els difonien traduint-los a l'occità, mentre que l'Església catòlica, la Bíblia només la tenia en llatí. A més la interpretaven de manera al·legòrica.
La salvació s'aconseguia mitjançant la gnosis i la pràctica ascètica, més que per la gràcia divina.
A diferència d'altres grups herètics coetanis, que també criticaven l'Església catòlica per haver abandonat els ideals de pobresa evangèlica, els càtars es caracteritzaven no pas per ser grups de laics predicant sense permís de l'Església, cas dels valdesos, excomunicats en el Concili de Verona (1184), sinó per haver bastit una Església pròpia, amb uns sagraments (el consolamentum), una metafísica (el dualisme), una moral de salvació, uns fidels, uns clergues, als quals, la Inquisició catòlica donà el nom de perfectes, organitzats en una jerarquia de diaques i bisbes, la funció dels quals era difondre, mitjançant la prèdica itinerant i l'exemple de la pobresa, la doctrina entre els fidels.

## Història

### Orígens
Els orígens del cristianisme dualista, observable a Orient i a Occident des de finals del segle x, no són gaire coneguts. Tradicionalment, s'havia considerat els càtars com a resultat de la difusió entre grups cristians de les doctrines de Mani, filòsof persa del segle iii dC, basades en la confrontació dels principis del Bé i del Mal, d'ací que alguns escriptors catòlics denominessin maniqueus els càtars; segons aquesta visió tradicional, el coneixement de la filosofia maniquea hauria originat grups de cristians dualistes, com serien els paulicians, establerts a Tràcia i Macedònia al segle viii, i els bogomilites búlgars de finals del segle x, antecessors directes dels càtars o dualistes occidentals. Aquesta idea, recollida per Rafael Dalmau el 1960, darrerament, l'ha qüestionada Anne Brenon basant-se en la manca de proves sobre el coneixement de les obres de Manes pels càtars, l'única font doctrinal dels quals era el Nou Testament, i considerant el dualisme no pas com una influència aliena –de Manes o Zoroastre- sinó com una de les possibles respostes a un important problema teològic cristià: com pot existir el Mal al món, si Déu és bo?
D'altra banda, la simultaneïtat de l'aparició del cristianisme dualista a Bulgària i a l'àrea occidental –Itàlia, Occitània, Renània i Xampanya-, posada de manifest per Brenon, deixa en suspens la visió de Paul Labal a Los cátaros, herejía y crisis social, de veure el catarisme com el resultat de la difusió a Occident d'una doctrina oriental, com era el bogomilisme.
Així doncs, Brenon, considerant impossible aportar una resposta definitiva al tema, es limita a establir la hipòtesi del catarisme com una antiga forma de creença, sorgida durant els primers temps del cristianisme, que, en unes circumstàncies favorables, va reviscolar, d'una manera simultània, a Orient i a Occident vers l'any 1000.

### L'establiment
Occitània no fou ni el bressol del catarisme ni l'única regió de la Cristiandat llatina on es donà aquest tipus de creença; ara bé, només a la Gàl·lia meridional i a Llombardia, hi arrelà l'Església càtara, dita també, per això, albigesa, la qual va poder estructurar-hi els bisbats de Tolosa, Albi, Carcassona, Agen i Llombardia, esmentats en les actes del concili càtar celebrat el 1167, a Sant Fèlix de Caramany, no gaire lluny de Tolosa, en presència de Niketas, bisbe càtar de Constantinoble.

Creu de Tolosa.

A França i a Renània, el catarisme no va poder consolidar-se a causa de la decidida reacció antiherètica de l'Església, dels poders laics i, fins i tot, del poble. Així, a Soissons, una multitud assaltà la presó on hi estaven tancats uns pagesos, sospitosos d'heretgia, per linxar-los, com a Colònia el 1114, on, anys més tard, el 1163, els magistrats de la ciutat enviaren a la foguera uns heretges que els havia lliurat el bisbe; a Vézelay, el 1167, el poble demanà el suplici de la foguera per a uns heretges presoners de l'abat.
Segons Paul Labal, aquest fracàs de l'heretgia al nord fou degut a un ferm adoctrinament catòlic pels clergues locals, molt ben formats en el coneixement de la teologia, la moral i les Escriptures a les prestigioses escoles catedralícies de Chartres, Laon, Reims, Autun, Orleans i París, mentre que a Occitània, no hi havia cap centre d'estudis que s'hi pogués comparar. Per altra banda, a l'àrea septentrional, hi hagué una indestructible solidaritat entre els poders laics i l'Església; així, el rei Lluís VIII de França ajudà el seu germà, l'arquebisbe de Reims, en la lluita contra els heretges de la seva arxidiòcesi, com també el comte de Flandes va perseguir els càtars dels seus dominis.
Davant d'aquesta situació, segons exposa Paul Labal, molts càtars francesos, flamencs o renans, emigraren a Occitània i Llombardia, on l'Església càtara hi podia actuar amb llibertat. En aquests territoris, les circumstàncies polítiques i eclesiàstiques del moment hi impediren l'actuació dels mecanismes socials que a França, Renània i Flandes havien avortat l'arrelament de l'heretgia.

### Etimologia
L'origen del mot càtar encara és en disputa. Una de les teories és que ve del terme grec katharos, que vol dir pur, una apel·lació inventada que s'atribueix al canonge renà Eckbert von Schönau el 1163. Una altra teoria, amb el suport de l'historiador Jean Duvernoy, és que des de l'aparició del catarisme a Renània van rebre el nom de cati (en llatí), Ketter (en alemany) o, en francès de l'època, catiers, fent referència en el nom a les acusacions que eren adoradors del diable, que prenia la forma de gat. Atès que aquest era un terme pejoratiu i insultant, els càtars normalment es referien entre ells com a bons homes o bones dones.

### La situació a Occitània i gran part del nord de Catalunya (antic Rosselló)
En primer lloc, la solidaritat entre els poders laics i l'Església no va donar-se a Occitània. L'aplicació radical de la reforma eclesiàstica duta a terme, a finals del segle xi, pel papa Gregori VII, tendint a separar l'Església del domini laic, va fer que a Occitània, al contrari de França, el nomenament de càrrecs eclesiàstics es realitzés sense cap mena d'intervenció dels laics; així, no havent-hi contactes entre els poders nobiliaris i els clericals, foren freqüents els conflictes entre les autoritats eclesiàstiques i els grans senyors: el comte Ramon VI de Tolosa (1194-1222) va estar en pugna permanent amb els bisbes de Carpentras, Vaisson i Agen, com també amb els abats de Moissac, Montalban i Sant Gil; Ramon Roger Trencavell s'enfrontà repetidament amb l'abat de La Grassa, a les Corberes, igual com el comte de Foix entrà en conflicte amb l'abat de Pàmies; per altra banda, els petits clans aristocràtics –els castellans de la regió de la Muntanya Negra, o del massís de les Corberes, al límit amb Catalunya- disputaren a l'Església el control dels delmes de les parròquies dels seus dominis.
En segon lloc, seguint Labal, l'Església catòlica no va disposar a Occitània d'una organització eficaç; així, la diòcesi de Tolosa era un territori immens, on hauria calgut l'actuació d'equips actius de clergues, que el bisbe no va poder estructurar a conseqüència de la manca de mitjans, provocada perquè nobles laics havien acaparat els delmes de les parròquies. Per altra banda, l'atractiu, a Occitània, de l'Església càtara entre les dones fou, en gran part, per l'absència de monestirs o convents femenins a les diòcesis de Sant Bertran, Sant Lazier, Agen, Carcassona o Tolosa; així, quan, en una família nombrosa, es decidia encomanar una filla a una institució religiosa per alimentar-la i educar-la, calia recórrer, gairebé sempre, als càtars, entre els quals, les dones podien accedir també a la categoria de clergues.
En tercer lloc, va produir-se la disgregació del poder tolosà, assenyalada per Paul Labal, iniciada arran de la partida cap a Terra Santa del comte Ramon IV el 1096; el 1177, el comte Ramon V, del tot fidel al catolicisme, escrigué al capítol del Cister, demanant ajuda per combatre l'heretgia als seus dominis, cosa que ell es veia incapaç de fer. Aquesta impotència del comte resulta comprensible: a finals del segle xii i principis del xiii, al comtat de Tolosa, hi havia vescomtats independents -Nimes, Agde, Montpeller o Narbona-, com també escapaven al poder del comte dominis de bisbes i abats; a més, algunes ciutats havien aconseguit constituir-se en règim comunal, ço és, en autogovern municipal al marge de qualsevol altre tipus d'autoritat, com fou el cas de Tolosa, Montalban, Sant Antoní, Gaillac, Muret, Carcassona, Montpeller, Narbona i Nimes, els governs municipals de les quals, per marcar la seva independència respecte dels senyors i de l'Església, protegien tots els seus habitants, encara que poguessin ser heretges.

Mapa del Llenguadoc a la vigilia de la Croada albigesa. La línia morada mostra els territoris assolits per Simó de Montfort el 1209.

Per tot això, el catarisme arrelà a Occitània, sobretot a les regions de Tolosa, Carcassona i Albi; a la ruralia, més que a les ciutats: el bisbe càtar de Tolosa, en realitat, residia a Lavaur, i el d'Albi a Lombers; també va haver-hi bisbat càtar a Carcassona. A Besiers, la presència càtara fou minoritària, i a Narbona i Montpeller, els mateixos escriptors catòlics reconeixen que no hi havia heretges. Així, des dels seus principals bastions –les àrees de Lombers i Lavaur, a la regió d'Albi, i el Lauragès, a prop de Carcassona- el catarisme s'expandí cap a la Garona mitjana i el Pirineu, fins a arribar a Catalunya, on Jordi Ventura hi troba nuclis càtars al Rosselló, a l'àrea nord-occidental des d'Urgell, on el vescomte Arnau de Castellbò fou dualista, fins a Berga i, dins de la Catalunya Nova, a Lleida i al Priorat; tot i així, en el concili càtar de Piusa, realitzat el 1226, va nomenar-se Pere de Corona diaca per a Catalunya, sota l'autoritat del bisbe de Tolosa; per tant, malgrat la seva importància, no va haver-hi cap nucli càtar català amb prou volada com per a constituir-se en bisbat.
A Occitània, l'arrelament del catarisme durant els segles xii i xiii no va significar-hi pas la conversió massiva de la gent a la fe dualista, sinó la perpetuació d'una situació de coexistència de les dues esglésies cristianes rivals –la catòlica i la càtara-. En aquella època, hi hagué unes quantes persones identificades clarament amb una de les dues opcions religioses, mentre que la majoria de la gent mostrava, sense decantar-se mai en exclusiva per una de les dues esglésies, una actitud eclèctica, buscant només algú que els oferís un exemple de vida cristiana, d'acord amb les seves exigències espirituals, insatisfetes sovint per l'Església catòlica, allunyada dels ideals evangèlics a causa de la seva riquesa i poder, i representada, sovint, per uns sacerdots ignorants, ineptes i dissoluts, incapaços, gairebé sempre, de rebatre els arguments dels predicadors càtars; els quals, a més d'estar dotats d'una bona formació teològica, per la seva pobresa material, donaven exemple de vida evangèlica. Així, a Occitània, segons explica Labal, l'Església càtara va poder funcionar amb total llibertat, i els seus adeptes podien integrar-se, sense cap problema, en la societat, tal com es desprèn de les actes del concili catòlic de Tours (1163), on es condemna els qui acullin heretges a les seves terres o hi tinguin relacions comercials.
Quan es van estendre entre el segle xii i una part del segle xiii van ser anomenats albigesos.

### Esforços "pacífics" per combatre l'heretgia
Aquesta situació de coexistència, en peu d'igualtat, de dues esglésies cristianes a Occitània va esdevenir normal; ara bé, els poders polítics i eclesiàstics d'altres llocs, en especial la Santa Seu, la jutjaren infame i intolerable, pel que significava d'haver-hi un país cristià on l'heretgia no hi era condemnada i perseguida, tal com s'havia fet a França, Renània, Flandes o Catalunya, on, el 1198 a Girona, el rei Pere I el Catòlic hi havia decretat mesures contra els heretges.
La carta enviada, el 1177, per Ramon V de Tolosa al capítol del Cister, demanant ajuda per combatre els heretges, va dur a la missió en terres occitanes del legat papal Pere de Pavia i de l'abat de Claravall, Enric de Marcy, sense cap resultat tangible. Per això, en el Tercer Concili del Laterà (1179), potser a instigació del mateix Enric de Marcy, els pares conciliars començaren a considerar la possibilitat d'una expedició armada contra el país on les autoritats locals no perseguien els heretges. Aquesta idea pot deduir-se també del menyspreu de certs clergues francesos envers Occitània: Enric de Marcy el 1178 feu tots els possibles per evitar que el nomenessin bisbe de Tolosa, i el clergue Esteve de Tournai felicità el seu amic Joan Bellesmans perquè l'havien investit bisbe de Lió, i no de Narbona.
Durant la tardor de 1203, el papa Innocenci III, evidenciant la seva desconfiança envers les autoritats locals occitanes laiques o eclesiàstiques, envià al país infestat d'heretgia dos germans cistercencs de l'abadia narbonesa de Fontfreda: Raül de Fontfreda i Pere de Castellnou, com a legats, amb plens poders per excomunicar, pronunciar interdictes i, fins i tot, destituir els prelats locals. Aquests legats cistercencs, als quals, el 1204, s'hi afegí Arnau d'Amaurí, abat del Cister i parent dels vescomtes de Narbona, prengueren la mesura de depurar l'alt clergat occità; i així, destituïren els bisbes Guillem de Besiers i Ramon Rabastens de Tolosa, simoníac i amb massa relacions amb els medis càtars, i conferiren aquestes seus a l'abat Ermengol de Sant Ponç –la de Besiers-, i a Folquet de Marsella, monjo de Lo Toronet, la de Tolosa. Tot i així, no aconseguiren cap conversió d'heretges, ni tan sols després d'haver participat en el col·loqui entre sacerdots catòlics i predicadors càtars, presidit a Besiers el 1204, pel rei català Pere el Catòlic; a més, els legats tampoc no reeixiren a implicar els prínceps occitans en la repressió de l'heretgia.
A la primavera de 1206, a Montpeller, el legats papals, decebuts pel fracàs de la seva missió, es trobaren dos clergues castellans: Dídac, bisbe d'Osma, i el viceprior d'aquesta seu, Domènec Guzmán, la idea dels quals fou lluitar contra els càtars no pas mitjançant la reforma de l'Església, tal com pretenien els cistercencs, sinó predicant des de l'exemple de la pobresa; així, Dídac i Domènec recorregueren les zones on el dualisme hi era més fort, seguint els mètodes d'actuació dels predicadors càtars i valdesos, ço és, prescindint de luxes i comoditats i vivint pobrament, buscant sempre la polèmica amb dirigents càtars com ara els diaques Ponç Jordà i Arnau Arrufat, o Guilabert de Castres, bisbe de Tolosa.
Els èxits de Dídac i Domènec es limitaren, però, a certes conversions puntuals. Erradicar el catarisme, tal com es proposaven aquests predicadors castellans, era impossible mentre l'Església càtara pogués actuar amb llibertat, difonent la seva doctrina, amb la qual cosa, contrarestava l'evangelització catòlica i impedia, doncs, una conversió massiva dels heretges. Arran d'aquesta constatació, al mateix temps que els cistercencs desenvolupaven la seva missió, el papa Innocenci III va començar a fer gestions per predicar la croada contra Occitània.

### La croada contra l'heretgia
La possibilitat, cada cop més real, que Innocenci III decidís resoldre el problema càtar mitjançant una croada va provocar un canvi molt important en la política occitana: l'aliança dels comtes de Tolosa amb el Casal de Barcelona. Així, si Ramon V (1148-1194) i Alfons I el Cast (1162-1196) havien estat sempre rivals, el 1200, es concertà el matrimoni entre Ramon VI de Tolosa (1194-1222) i Elionor d'Aragó, germana de Pere el Catòlic, qui, el 1204, acabaria consolidant les seves posicions al Llenguadoc casant-se amb Maria, l'única hereva de Guillem VIII de Montpeller.

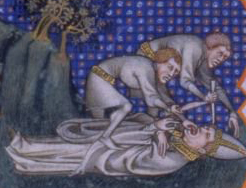
Assassinat de Pere de Castellnou.

Poc després de la primera crida del Sant Pare al rei Felip II August de França per dirigir una croada contra els càtars, desestimada pel monarca francès, urgit més pel conflicte amb el rei anglès Joan Sense Terra, Pere el Catòlic, acabat de casar, acudí a Roma, on Innocenci III el coronà solemnement, així, el rei d'Aragó esdevenia vassall de la Santa Seu, a la qual es comprometia a pagar un tribut. Amb aquest gest, Pere el Catòlic pretenia protegir els seus dominis de l'atac d'una possible croada; per la seva banda, el Sant Pare, recelós de l'actitud del rei català envers els prínceps occitans sospitosos de tolerar l'heretgia –o, fins i tot, de practicar-la-, no va voler conferir mai el comandament de la croada a Pere el Catòlic, sinó, únicament, assegurar-se que no s'hi oposés; segurament per guanyar-se el favor papal, Pere el Catòlic i el seu germà Alfons II de Provença prengueren mesures contra els càtars provençals.
El 1207, al mateix temps que Innocenci III renovava les crides a la croada contra els heretges, adreçades ara no sols al rei de França, sinó també al duc de Borgonya i als comtes de Nevers, de Bar i de Dreux, entre d'altres, el legat papal Pere de Castellnou va dictar sentència d'excomunió contra Ramon VI, ja que el comte de Tolosa no havia acceptat els estatuts de pau, proposats pel legat, en què s'obligava els barons occitans a no admetre jueus en l'administració dels seus dominis, a retornar els béns espoliats a l'Església, i, sobretot, a perseguir els heretges. Arran de l'excomunió, Ramon VI, el gener de 1208, va tenir una entrevista amb Pere de Castellnou a Sant Geli, força tempestuosa i conflictiva, de la qual no va sortir cap acord.
En aquesta situació tan tensa, l'assassinat del legat papal el 14 de gener de 1208, dut a terme per un escuder del comte de Tolosa, que, segons sembla, no actuà pas per ordre del seu senyor, va fer decidir Innocenci III, malgrat tot, a predicar la croada contra els càtars, encomanant-ne la direcció al rei Felip II August de França, qui, però, declinà de participar-hi, tot i permetre als seus barons d'unir-se a l'expedició.

A la primavera de 1209, arribaren a la rodalia de Lió els exèrcits croats, compostos per barons francesos sota direcció del legat papal Arnau d'Amaurí. El comte Ramon VI, per evitar un atac contra els seus dominis, acudí a Valença, va manifestar-hi la seva obediència als legats papals, acceptant de sotmetre's a una cerimònia de penitència pública, celebrada a Sant Geli, i es feu croat.

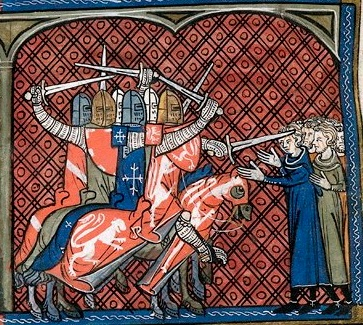
La massacre dels albigesos, crònica de Sant Denís,, Londres, British Library.

L'avenç de les forces croades va provocar una situació de guerra civil a Occitània. Per una banda, arran dels seus contenciosos amb el seu nebot, Ramon Roger Trencavell -vescomte d'Albí, Besiers i Carcassona-, Ramon VI dirigí l'exèrcit croat cap als dominis dels Trencavell, juntament amb altres senyors occitans, com ara el comte de Valentinès, el d'Alvèrnia, el vescomte d'Andusa i els bisbes de Bordeus, Vasats, Caors i Agen; per altra banda, a Tolosa es produí un fort conflicte social entre la companyia blanca, creada pel bisbe Folquet per lluitar contra els usurers i els heretges, i la companyia negra, bastida al burg de Sant Serní; el bisbe va guanyar-se l'adhesió dels sectors populars enfrontats als rics, molts dels quals eren càtars.
El juliol de 1209, els croats assetjaren Besiers, ciutat abandonada pel vescomte Trencavell, retirat a Carcassona, i pel bisbe, que intentà negociar amb els assetjadors. En aquesta situació, els dirigents ciutadans decidiren resistir, amb la creença que així podrien aconseguir un règim comunal, com el vigent a Tolosa des de 1189. Els croats prengueren Besiers i hi perpetraren una matança general, fins i tot entre els catòlics; quinze anys després, el record d'aquests fets inspirà el cronista cistercenc Cessari d'Heisterbach de posar en boca del legat papal Arnau d'Amaurí, en el moment d'ordenar l'entrada a Besiers, la frase Mateu-los tots, i Déu, després, ja sabrà conèixer els seus.
La massacre de Besiers, que, segons el cronista de l'època Guillem de Tudela, obeïa a un pla preconcebut dels croats, d'exterminar els habitants de les viles fortificades que se'ls resistissin, induí les altres ciutats a rendir-se sense combatre, excepte Carcassona, la qual, assetjada, va haver de rendir-se per falta d'aigua; llavors, els croats, tal com ho havien negociat amb el rei català Pere el Catòlic, no en massacraren la població, sinó que l'obligaren a abandonar la ciutat. A Carcassona, va morir-hi Ramon Roger Trencavell, els dominis del qual, el legat pontifici va atorgar-los al noble croat francès Simó IV de Montfort, qui, entre 1210 i 1211, va expugnar els bastions càtars de Bram, Menerba, Tèrme, Cabaret i La Vaur, aquest darrer, amb l'ajuda de la companyia blanca del bisbe Folquet de Tolosa; i així, es va començar a actuar contra els càtars, condemnant-los a morir a la foguera.

### Labatalla de Muret
La massacre de Besiers i l'espoliació dels Trencavell per Simó IV de Montfort van crear entre els poders occitans un sentiment de rebuig a la croada. Així, el 1209, poc després de la caiguda de Carcassona, Ramon VI i els cònsols de Tolosa van negar-se a lliurar a Arnau d'Amaurí els càtars refugiats a la ciutat; llavors, el legat va pronunciar una nova sentència d'excomunió contra Ramon VI i va llençar un interdicte contra la ciutat de Tolosa.
Per tal de conjurar l'amenaça que la croada anticàtara comportava contra tots els poders occitans, Ramon VI, després d'haver-se entrevistat amb altres monarques cristians –l'emperador romanogermànic Otó IV, els reis Felip II August de França i Pere el Catòlic d'Aragó-, va intentar obtenir d'Innocenci III unes millors condicions de reconciliació. El Sant Pare va accedir a resoldre el problema religiós i polític del catarisme en un concili occità; tanmateix, en les reunions conciliars de Sant Geli (juliol de 1210) i Montpeller (febrer de 1211), el legat Arnau d'Amaurí va impedir la reconciliació imposant al comte de Tolosa unes condicions molt dures, com ara expulsar els cavallers de la ciutat, i haver de partir cap a Terra Santa.

Plànol de la batalla de Muret.

Després del concili de Montpeller, i amb el suport de tots els poders occitans –prínceps, senyors castrals o comunes urbanes- amenaçats per la croada, Ramon VI se'n tornà a Tolosa i va expulsar-ne el bisbe Folquet; tot seguit, Simó de Montfort va assetjar Tolosa, el juny de 1211, però va haver de retirar-se davant de la resistència de la ciutat.
Per poder enfrontar-se a Simó de Montfort, vist a Occitània com un ocupant estranger, els poders llenguadocians necessitaven un aliat poderós i d'ortodòxia catòlica indubtable, per tal d'evitar que Simó pogués respondre demanant la prèdica d'una nova croada. Així doncs, Ramon VI, els cònsols de Tolosa, el comte de Foix i el de Comenge, s'adreçaren al rei d'Aragó, Pere el Catòlic, vassall de la Santa Seu per la seva coronació a Roma el 1204 i un dels artífexs de la victòria cristiana contra els musulmans a les Navas de Tolosa, el juliol de 1212; a part, el 1198, Pere el Catòlic havia pres mesures contra els heretges dels seus dominis.
En el conflicte polític i religiós occità, Pere el Catòlic, mai favorable ni tolerant envers els càtars, va intervenir-hi per defensar aquells dels seus vassalls amenaçats per la rapinya de Simó de Montfort. El baró francès, tot i haver pactat el matrimoni de la seva filla Amícia amb el fill de Pere el Catòlic, Jaume –el futur Jaume I (1213-1276)-, continuà atacant els vassalls llenguadocians del rei aragonès. Per la seva banda, Pere el Catòlic buscava mesures de reconciliació, i així, el 1211, va ocupar el castell de Foix amb la promesa de lliurar-lo a Simó de Montfort, només si es demostrava que el comte era hostil a l'Església.
A principis de 1213, Innocenci III, rebuda la queixa de Pere el Catòlic contra Simó de Montfort per impedir la reconciliació, ordenà a Arnau d'Amaurí, esdevingut arquebisbe de Narbona, negociar amb Pere el Catòlic i iniciar la pacificació del Llenguadoc. Tanmateix, en el sínode de Lavaur, al qual hi acudí el rei aragonès, Simó de Montfort va rebutjar la conciliació i es pronuncià per la deposició del comte de Tolosa, malgrat l'actitud de Ramon VI, favorable a acceptar totes les condicions de la Santa Seu; en resposta a Simó, Pere el Catòlic es declarà protector de tots els barons llenguadocians amenaçats i del municipi de Tolosa.
Malgrat tot, potser perquè hi veia l'únic mitjà segur d'erradicar l'heretgia, el papa Innocenci III es posà de banda de Simó de Montfort; i així s'arribà a una situació d'enfrontament armat, resolt en la batalla de Muret, el 12 de setembre de 1213, en què, Pere el Catòlic, defensor de Ramon VI i dels poders occitans, hi fou vençut i mort. Tot seguit, Simó de Montfort va entrar a Tolosa, acompanyat del nou legat papal, Pere de Benevento, i de Lluís, fill de Felip II August de França. El novembre de 1215, el quart Concili Laterà reconegué Simó de Montfort com a comte de Tolosa, desposseint-ne Ramon VI, exiliat a Catalunya després de Muret.
El 1216, a la cort de París, Simó de Montfort va retre homenatge al rei Felip II August de França com a duc de Narbona, comte de Tolosa i vescomte de Besiers i Carcassona. Fou, tanmateix, un domini efímer. El 1217, esclatà al Llenguadoc una revolta dirigida per Ramon el Jove –el futur Ramon VII de Tolosa (1222-1249)-, que culminà amb la mort de Simó –el 1218- i amb el retorn a Tolosa de Ramon VI, pare de Ramon el Jove.

### Integració d'Occitània a França i fi de l'heretgia

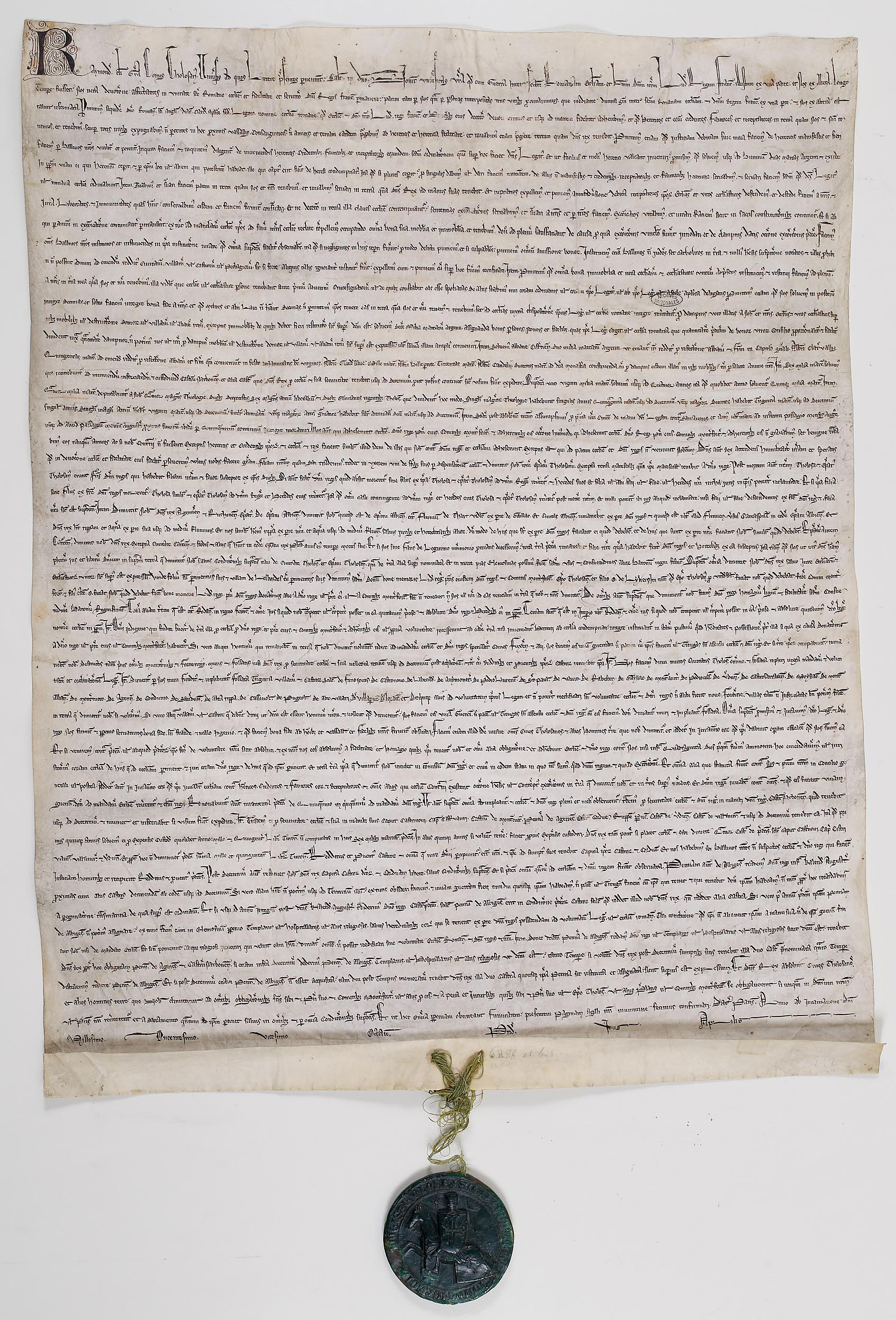
Ratificació de Ramon VII de Tolosa del tractat de Meaux-Paris (Arxius Nacionals de França).

Semblava, doncs, que la derrota de Muret havia de ser només un fet episòdic, sense conseqüències en el desenvolupament històric d'Occitània. Ara bé, el 1226, el pontífex Honori III (1216-1227) dictà sentència d'excomunió contra Ramon VII; a més, es dirigí una nova croada, dirigida ara pel rei Lluís VIII de França (1223-1226), a favor del qual, Amalric, fill de Simó de Montfort, havia renunciat als seus dominis occitans.
Ramon VII va poder vèncer la croada, que acabà amb la mort de Lluís VIII a Montpensier el 1226. Tanmateix, veient la represa de la Casa de Tolosa com a causa del reviscolament del catarisme, palpable durant els anys vint del segle xiii, en el concili de Montpeller (1224), els bisbes occitans s'havien manifestat del tot contraris al reconeixement per la Santa Seu de Ramon VII com a legítim comte de Tolosa; a més, el papa Gregori IX (1227-1241) prohibí als comerciants de Tolosa d'acudir a les fires de Xampanya; per tot això, Ramon VII hagué d'acceptar a Meaux –Xampanya- la pau que li fou imposada: casar la seva única filla i hereva, Júlia, amb Alfons de Poitiers, germà de Lluís IX de França (1226-1270), establint que si Alfons moria sense descendents, Tolosa s'integraria al domini reial francès.
Ramon VII va intentar contraure nous matrimonis per tal de tenir un descendent i evitar l'aplicació de la Pau de Meaux, com feu, el 1239, negociant el seu casament amb Sança, filla de Ramon Berenguer V de Provença, enllaç que no va poder dur-se a terme per l'oposició de la Santa Seu. Així, no havent reeixit cap dels seus projectes matrimonials, quan va morir Ramon VII, el 1249, el comtat de Tolosa fou governat per Alfons de Poitiers (1249-1271), i, a la seva mort, sense descendència, el territori tolosà va integrar-se als dominis del rei Felip III de França.
En els afers occitans, el rei de França sempre comptava amb el suport papal, com a garantia de l'extirpació de l'heretgia, la qual, malgrat la presa del castell de Montsegur (1244), refugi dels càtars perseguits, i de la mort a la foguera de molts adeptes de la fe dualista, no pogué considerar-se erradicada d'Occitània fins al moment de la captura, el 1321, de Guillem de Belibasta, el darrer perfecte conegut.

## Pregària càtara
L'autèntica i secreta pregària càtara
El Sant Senyor, el Just Senyor, Déu dels esperits bons. El qui mai no s'equivoca, mai no menteix, mai no va errat i mai no dubta que no morirem en el món d'un déu estrany. Que ni som d'aquest món, ni ell és del nostre. Ensenyeu-nos a saber el que Vós sabeu, estimar el que Vós estimeu. Els fariseus bloquen les portes del Regne, no deixen ni entrar els qui volen entrar, ni ells mateixos no hi entren. Però jo reso al meu Just Senyor, Déu dels esperits bons, car Ell té el poder de salvar les ànimes i transformar-les amb l'ajuda dels esperits bons, perquè floreixin com les flors. A banda dels bons, Ell dona la vida als dolents. I això serà així, mentre que les ànimes bones siguin en aquest món i fins que les últimes de les ànimes ungides abandonin la Terra. Les seves ànimes venen dels set Regnes Seus, sortiren del paradís instigats per Llucifer, que afirmava que Déu els mentia forçant-los a fer només el bé. La mentida infinita del diable consistia en el fet que ell prometia el bé i el mal. L'enemic els prometia fer-los reis, comtes, emperadors, perquè fent servir una au poguessin capturar-ne una altra i amb un animal poder atrapar-ne un altre. Els que l'obeïren baixaren a la terra i varen poder fer el bé i el mal al seu gust, com Déu al Cel. Amb tot això, el maligne els predeia que era millor que fossin a baix, on podrien triar entre el bé i el mal, per ells mateixos, mentre que, al Cel, l'Altíssim només els deixa fer el bé, limitant la seva llibertat. Tan sols uns quants aconseguiren pujar al Cel de cristall i després ascendien més enllà a la bombada celeste. Però d'altres queien i es perdien. Això fou així abans que baixés del Cel Déu amb dotze apòstols i abans que nasqués la Verge Maria, per a salvar les seves ànimes bones i tornar-les a la casa del Senyor que les estima.

### Original en l'idioma occità delseglexiv
Recollida del registre de la inquisició de Jacques Fournier (Papa Benet XII).
Payre sant, Dieu dreyturier dels bons sperits, qui anc no falhist, ni mentist, ni errest ni duptest, per paor de mort a prendre al mon del Dieu estranh. Car nos no em del mon, ni-l mon no es de nos, dona nos a conoiscer so que to conoyshes e amar co que tu amas. Fariseus enganardors (que) estat a la porta del regne e vedayts aquels qui intrar i voldrian, e vos altres no i voletz; per que prec al Payre sant dels bons sperits, que a poder de salvar las animas e per bos sperits fa granar e florir; e per raso dels bos dona vida als mals; e fara mentre que i aia al mon dels bos, e quan mica non i aura dels mieus menors: cels que son dels set regnes que avaleron de paradis enan, que Lucifer los ne trasch am semblança d´engan, que Dieus no-lspermes (o: promes) sino ben e per tal quar lo Diaple era mot fals, que-ls permetis (o prometia) mal e be, e dis que dar-lor-ia molers que amarian trop, e dar-lor-ia senhoria a uns sobre autres, e que n´i auria que sirian reys e comtes e emperadors, et am un ausel que-n prendrian autre e am una bestia, autra. Totas las gens que serian sostmesas a el, que devalarian dejos e que aurian poder de far mal e be ayshy cum Dieus desus; e que trop lor valia mai que fossan dejos que pyrian far mal e be que desus on Dieus no lor dava sino be. E ayshi puieron sobre un cel de vidre et aytans com n´i puieron, caseron e foro perits; e Dieus devalec del cel ab XII apostols e adombrec se en Sancta Maria.